# Burgruine Thurnschall
Die Burgruine Thurnschall ist die Ruine einer Höhenburg im Ortsteil Zoitzach der Gemeinde Lessach im Bezirk Tamsweg des Landes Salzburg (südlich des Karnergutes).

## Geschichte
Die erste Nennung von Lessach bezieht sich auf die Gründung von Kloster Admont von 1074, welches auch im Lessachtal Zehente erhält. Von einem Castrum Lessach ist erst zu Beginn des 13. Jahrhunderts die Rede, das damals dem Grafen Wilhelm von Heunberg gehörte. Dieser schenkte mit Zustimmung seines Landesherrn, Herzog Bernhard von Kärnten, die Burg Thurnschall 1239 dem Kärntner Grafen Herrmann von Ortenburg. Dieser verkauft 1242 das Gebiet um Lessach mit der Burg Thurnschall an den Salzburger Erzbischof Eberhard II. Ein eigenes Adelsgeschlecht derer von Lessach oder von Thurnschall hat es nicht gegeben, es sind aber Namen von Burghauptleuten überliefert, die sich aufgrund ihrer Funktion von Lessach nannten: Pilgrim und Ortlieb (1239), Waltherus (1266) und Otto von Lessach (1272), um 1400 scheint ein Wolfgang von Lessach auf. Tierknochenfunde deuten auf eine Besiedlung der Burg zwischen etwa 1200 bis 1250 hin.
Durch den Erwerb des Gebietes von Lessach durch das Erzbistum lag Thurnschall inmitten des Salzburger Territoriums und hatte seine Schutzfunktion gegen Angriffe von Schladming aus verloren; vermutlich wurde die Burg deshalb dem Verfall preisgegeben. Die Ruine ist heute im Besitz der Österreichischen Bundesforste.

## Burgruine Thurnschall heute
Die Ruine liegt im Wald auf halbem Wege von Tamsweg nach Lessach auf einem Felsenhügel an der Westseite des Lessachtales. Dabei muss man die längs des Lessachbaches führende Straße verlassen, links über eine Brücke abzweigen und den alten Weg nach Lessach verfolgen. Oben am Hügel wendet man sich ein wenig rechts und steht vor der Burgruine Thurnschall. Die Ruine ist heute touristisch erschlossen. Bevor die Straße entlang des Lessachbaches ausgebaut wurde, führte der Weg unmittelbar an der Bergseite der Burg vorbei.
1914 wurden erste Absicherungsarbeiten durchgeführt, die aber durch den Ersten Weltkrieg zum Erliegen kamen. 1975 wurden weitere Arbeiten im Sockelbereich der Mauer durchgeführt, sodass ein Abstürzen der Mauern verhindert werden konnte. 1997 wurden zwei historische Gebrauchsgegenstände im Bereich der Ruine gefunden. Dabei handelte es sich um eine Messerklinge und um eine Auflagegabel für schwere Stützflinten, wie sie ab Mitte des 16. Jahrhunderts verwendet wurden, um die Treffsicherheit der schweren Musketen zu erhöhen. 2002 wurde die Ruine archäologisch untersucht, dabei wurden unter anderem bis zu 4 m dicke Steinmauern freigelegt.
An der Westseite sind etwa acht Meter hohe Reste eines polygonalen Turms erhalten. Von diesem gehen in spitzen Winkel die noch erkennbaren Reste der Umfassungsmauer ab. Über dem Steilabfall zum Lessachbach findet sich eine ca. 18 m lange und 7 m hohe Mauer. Diese ist aus grobem Schichtmauerwerk gefertigt. In etwa 3 m Höhe befindet sich eine Reihe von Pfostenlöchern, welche das Auflager einer früheren Zwischendecke bilden. Innerhalb der Mauerreste liegt ein kreisförmiger Platz. An der Westseite dieses Platzes war bis vor kurzem unter einem größeren Mauerstück eine klaffende Öffnung zu sehen, die zu einem unterirdischen Gelass führte. Ein Plan der Burg findet sich bei Friedrich-Wilhelm Krahe.
Die Burg ist mit der Sage vom Thurnschallweibl verknüpft. Dieses soll im Keller der Burg die Schätze des ehemaligen Ritterschlosses bewachen und erst wenn dieser Schatz einen neuen Besitzer gefunden habe, dann sei sie erlöst. Aber ein Schatz wurde bislang nicht gefunden und so wird sie wohl weiterhin mit ihrem schwarzen Hund die Schatztruhen im Keller bewachen und auf Erlösung hoffen.